# Convair B-36 Peacemaker
Pour les articles homonymes, voir B36 et Peacemaker.
Le Convair B-36 Peacemaker est un bombardier stratégique lourd à long rayon d'action utilisé par l'United States Air Force entre 1949 et 1959. Le B-36 est conçu et développé dans les années 1940 par la Consolidated Aircraft Corporation, qui fusionnera avec Vultee pour donner Convair. Avec une envergure de plus de 70 mètres et une masse maximale au décollage de plus de 140 tonnes pour les premières versions, le B-36 est le plus grand avion à moteurs à pistons à avoir été produit en série. C'est le premier bombardier conçu spécialement pour emporter des bombes nucléaires ; la grande taille de sa soute lui permet d'emporter tous les types de bombes de l'arsenal américain sans avoir à subir de modifications. Avec un rayon d'action de 6 400 km et une capacité d'emport de 32 500 kg, le B-36 est le premier véritable bombardier intercontinental.
Introduit à l'époque où les avions à réaction arrivent massivement dans les forces aériennes, le B-36, avec ses six moteurs à pistons et son aile droite, est technologiquement dépassé avant même sa mise en service. Les premiers appareils, B-36A et B, ont une vitesse de croisière d'environ 350 km/h alors que le B-47 Stratojet à réaction, qui vole en décembre 1947, atteint plus de 900 km/h. Toutefois, son plafond opérationnel de plus de 12 000 m doit lui permettre de rester hors de portée des avions de chasse ennemis. À partir du B-36D, afin de réduire la course au décollage et d'augmenter la vitesse maximale, les B-36 se voient dotés de quatre turboréacteurs additionnels placés dans des nacelles sous les ailes. Cependant, à partir de 1955, ils commencent à être remplacés par les Boeing B-52, à réaction et à voilure en flèche, et les derniers B-36 sont retirés en 1959.
Outre leur utilisation comme bombardiers, les B-36 servent également d'avions de reconnaissance sous la désignation RB-36. Parmi les versions expérimentales, on peut citer l'avion porteur destiné à emporter le chasseur parasite XF-85, un autre bombardier emportant des F-84 accrochés au bout des ailes afin d'augmenter leur rayon d'action, ou encore le NB-36H, équipé d'un réacteur nucléaire et utilisé comme démonstrateur dans le cadre du programme d'avion à propulsion nucléaire X-6. Du B-36 est dérivé le XB-36G, une version à voilure en flèche et à turboréacteurs qui deviendra l'YB-60, et l'avion de transport XC-99 à deux ponts, qui peut emporter plus de 400 hommes de troupe.

## Conception et développement

### Contexte historique
Au début de l'année 1941, avant l'entrée en guerre des États-Unis, il paraît probable que la Grande-Bretagne perde la bataille d'Angleterre face au Blitz allemand, ce qui aurait rendu impossibles des bombardements stratégiques sur l'Allemagne depuis les bases aériennes du Royaume-Uni. L'USAAC (United States Army Air Corps) réfléchit donc à la possibilité de créer un bombardier capable de bombarder l'Europe depuis des bases en Amérique du Nord ; l'avion doit être capable de parcourir 9 200 km, soit la distance d'un aller-retour entre Gander, sur l'île de Terre-Neuve, et Berlin. Ce programme est similaire au projet d'Amerika Bomber envisagé par le RLM allemand, qui apparaît au printemps 1942, et au Fugaku japonais.
L'USAAC lance un appel à la concurrence sur le projet le 11 avril 1941, demandant une vitesse de pointe de 720 km/h, une vitesse de croisière de 443 km/h, un plafond de 14 000 mètres, au-delà de la portée des canons antiaériens au sol et une distance franchissable de 19 000 km à 7 200 m d'altitude. Ces demandes vont bien au-delà de tout ce qu'il est possible de faire avec la technologie de l'époque. Les caractéristiques demandées sont donc réduites le 19 août 1941, la distance franchissable maximale est abaissé à 16 000 km, l'appareil doit être capable d'emporter 4 500 kg de bombes sur une distance de 6 400 km, sa vitesse de croisière doit se situer entre 390 et 480 km/h et son plafond est réduit à 12 000 m, ce qui mettrait l'avion à l'abri des défenses antiaériennes allemandes, à l'exception du canon lourd 12,8 cm Flak 40, qui n'est cependant que rarement utilisé. Par comparaison, le Consolidated B-24 Liberator, qui vient tout juste d'être mis en service, ne peut emporter que 2 300 kg de bombes sur une distance de 2 800 km.
Au début de la guerre, les militaires refusent de fournir du matériel et du personnel pour le projet, ce qui ralentit le travail. Comme la guerre du Pacifique tourne en faveur des Américains, ceux-ci demandent de plus en plus un bombardier capable d'atteindre le Japon depuis les bases d'Hawaï et le développement reprend plus sérieusement. Le Secrétaire à la Guerre Henry Lewis Stimson décide de renoncer aux procédures d'acquisition normales et passe commande pour cent B-36, le 23 juillet 1943, avant même la construction des deux prototypes,. Le premier appareil doit être livré en août 1945 et le dernier en octobre 1946, mais Consolidated retarde la livraison. L'appareil est présenté le 20 août 1945 et vole pour la première fois le 8 août 1946.

### Travail de conception

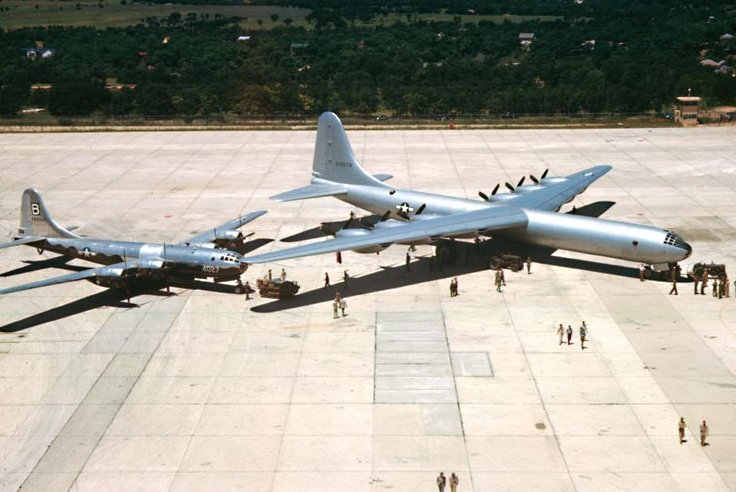
Un B-29 Superfortress à côté du XB-36

Consolidated Vultee Aircraft Corporation (qui deviendra Convair) et Boeing prennent part à la compétition et Consolidated remporte l'appel d'offre le 16 octobre 1941. Celle-ci demande un contrat de quinze millions de dollars dont 800 000 pour la recherche et développement,. Le contrat de développement W535-AC-22352 est signé le 15 novembre 1941 ;  l'avionneur doit construire deux prototypes, le premier devant être livré en mai 1944 et le second six mois après le premier,,. Le 10 décembre, le programme, initialement désigné Model 35, est renommé Model 36 en raison des modifications apportées et afin d'éviter toute confusion avec l'aile volante B-35 de Northrop,,.
Tout au long de son développement, le B-36 subit de nombreux retards. Lorsque les États-Unis entrent dans la Seconde Guerre mondiale après l'attaque de Pearl Harbor, Consolidated doit ralentir son développement pour se concentrer sur la production du B-24 Liberator. La première maquette est présentée le 20 juillet 1942 après six mois d'affinement. Un mois après, le projet est transféré de San Diego en Californie à Fort Worth au Texas, ce qui ralentit le développement. Consolidated remplace l'empennage double (similaire à celui du B-24) par un empennage simple permettant de gagner 1 900 kg mais retardant le projet de quatre mois. Le train d'atterrissage tricycle initial de l'appareil comprend deux énormes roues de 2,7 mètres de diamètre, ce qui pose de gros problèmes de pression au sol. L'USAAF demande à Consolidated d'adopter un train à quatre roues pour mieux répartir le poids de l'appareil,. Un nouveau système d'antennes est installé pour supporter les systèmes radios et radars. Les moteurs Pratt & Whitney sont également redessinés ce qui crée un surpoids de 500 kg.
Le 23 juillet 1943, l'Army Air Force annonce son intention d'acheter 100 exemplaires du B-36 pour un coût total estimé à 175 millions de dollars,. La commande est signée le 19 août 1944, d'une valeur de 160 millions de dollars et le premier appareil doit être livré en août 1945,,.

### Essais

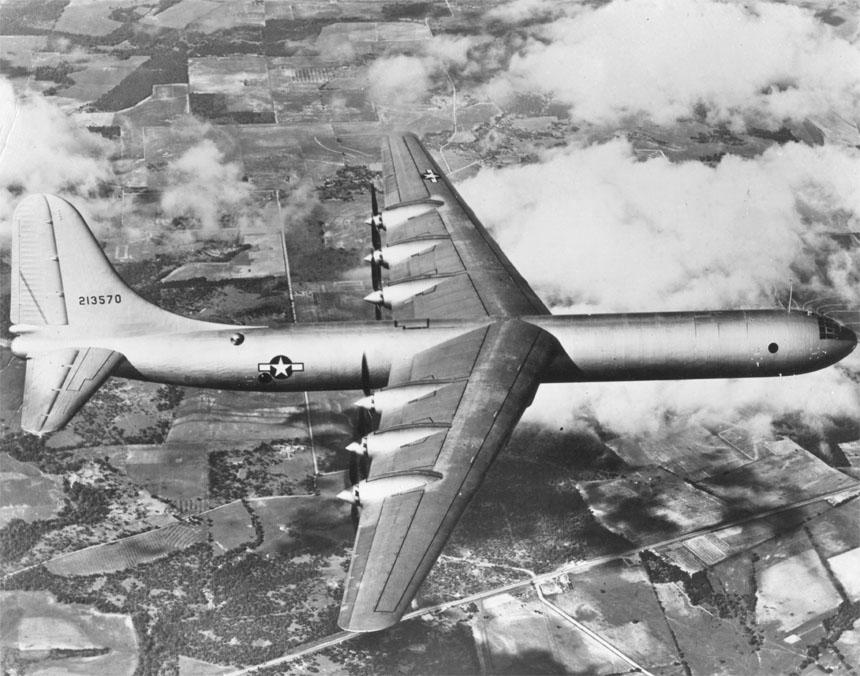
Le XB-36 lors de son premier vol.

Les deux prototypes sont assemblés dans ce qui sera renommé plus tard la United States Air Force Plant 4 (en) de Fort Worth, au Texas,,. Le 8 septembre 1945, moins d'une semaine après la signature de l'acte de capitulation du Japon, le premier appareil, le XB-36, effectue sa sortie de l'usine pour être présenté officiellement,,. Au cours des mois qui suivent, il reçoit ses dernières finitions et débute ses essais au sol ,,. Le vol inaugural a lieu dans la matinée du 8 août 1946, avec les pilotes d'essai Beryl Erickson et Gus Green aux commandes ; sept autres membres d'équipage sont présents à bord,,,,. Ce premier vol, d'une durée de 37 minutes, ne connaît pas de problème majeur,,. Au cours des vols d'essais suivants, deux problèmes majeurs apparaissent : le manque de refroidissement des moteurs et les vibrations excessives des hélices,,. Le premier est résolu par le remplacement du ventilateur des moteurs par un nouveau, plus puissant ; le problème des vibrations, plus complexe, est contourné par le renforcement de la structure et l'établissement d'une charte qui impose au pilote de maintenir un régime précis en fonction de la vitesse, de l'altitude et de la masse de l'avion,.
La vitesse et le rayon d'action sont inférieurs aux exigences émises par l'Air Force en 1941. Cela est prévisible car les moteurs R-4360-41 de 3 500 ch ne sont pas encore disponibles et le manque d'ouvriers spécialisés pour les mettre en place empêche Convair d'atteindre les objectifs,.
Le second prototype, le YB-36, vole pour la première fois le 4 décembre 1947. Il possède une verrière en bulle offrant une plus grande visibilité, qui est par la suite adoptée pour la production.
La production des appareils de série commence relativement tôt et le premier d'entre eux, le B-36A serial 44-92004 baptisé « City of Fort Worth », sort d'usine en juin 1947, avant même que le second prototype ne soit achevé,,,. Il incorpore les modifications introduites sur le YB-36 mais, à la différence de ce dernier, il dispose du nouveau train d'atterrissage à bogies,. Toutefois, cet appareil n'est pas destiné à participer aux essais en vol ni à entrer en service mais doit servir de cellule d'essais statiques,,. Pour cela, il ne reçoit qu'un équipement minimal et n'est pas armé ; il reçoit la désignation YB-36A,,. L'appareil effectue son premier vol le 28 août, piloté par Beryl Erickson, puis son second et dernier vers la base de Wright-Patterson deux jours plus tard, où il est réceptionné par l'Air Force,,. Ses éléments sont ensuite démontés et la cellule est soumise aux tests de résistance structurale,,,.

### Production et améliorations

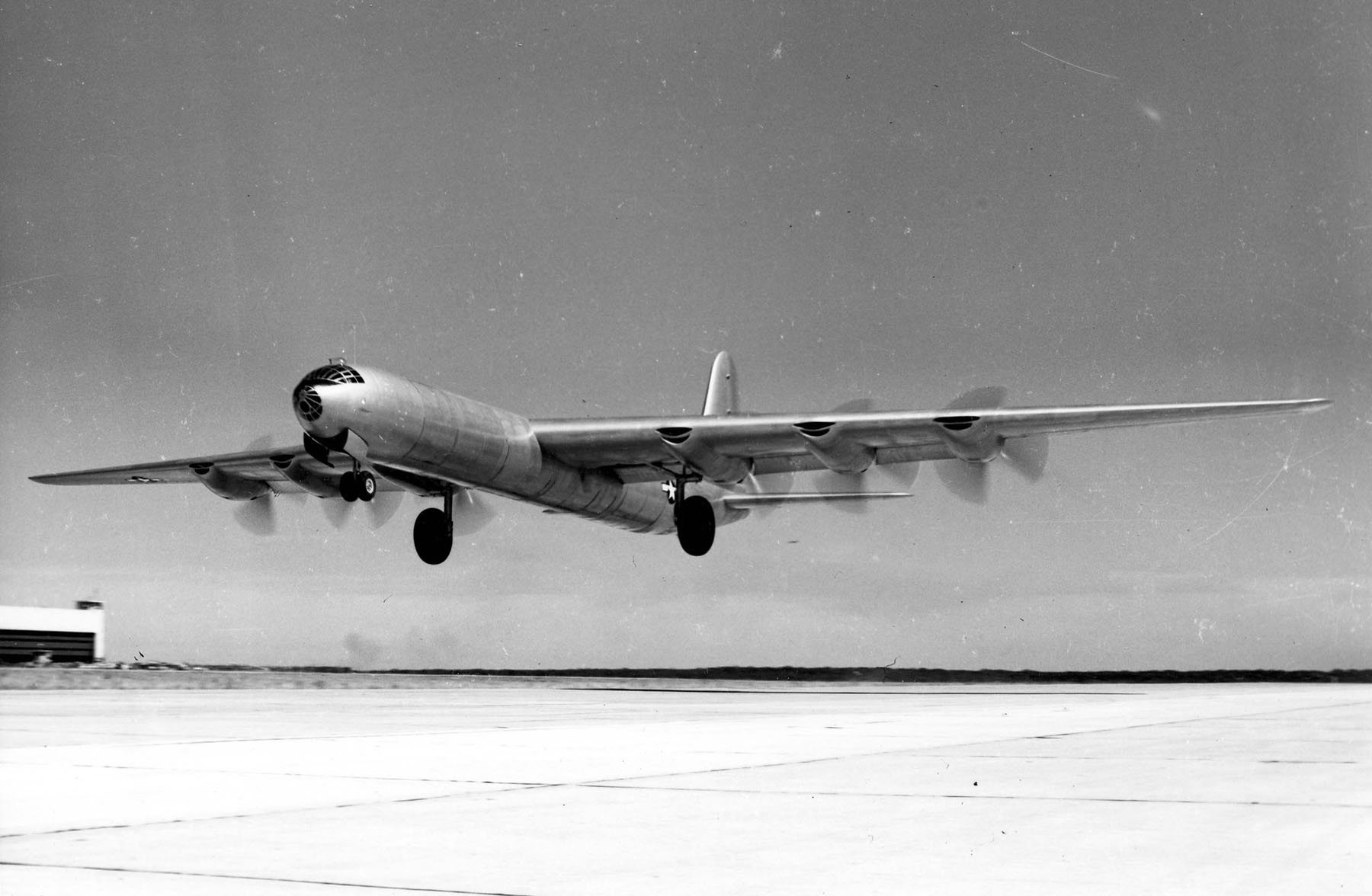
Les appareils de série possèdent deux trains d'atterrissage à quatre roues mais le prototype possède deux énormes pneus.

Le premier des 21 B-36A est livré en 1948. Il s'agit avant tout d'appareils destinés à l'entraînement et ils sont tous reconvertis en versions de reconnaissance RB-36E. Le premier appareil destiné à une utilisation « normale » est le B-36B dont la livraison débute en novembre 1948. Il satisfait toutes les exigences de 1941 mais connaît de sérieux problèmes de moteurs (moteur radial de 28 cylindres disposés en quatre rangées de sept cylindres en étoile), de maintenance (changer les 336 bougies d'allumage est une tâche redoutée par les équipes au sol) et de disponibilité de l'armement. Les versions ultérieures disposent de déclinaisons plus puissantes du moteur R-4360, d'un radar amélioré et d'un compartiment de l'équipage redessiné.
Après la formation de l'United States Air Force comme branche indépendante de l'United States Army en 1947, le blocus de Berlin en 1948, qui est la première confrontation de la guerre froide, et l'essai de la première bombe nucléaire soviétique en 1949, les stratèges américains songent à un bombardier capable de transporter les énormes bombes nucléaires de première génération. Le B-36 est le seul appareil américain capable de transporter une bombe nucléaire depuis les bases américaines jusqu'au-dessus du territoire soviétique. En effet, stocker des armes nucléaires sur un sol étranger est et reste diplomatiquement risqué. La modification qui permet l'emport de plus grosses bombes atomiques sur le B-36 est appelée la « Grand Slam Installation ».
Le B-36 à pistons est d'emblée complètement obsolète, dans un monde dominé par les intercepteurs à réaction,. Cependant, le Boeing B-47 Stratojet, qui ne serait pas disponible avant 1953, ne dispose pas du rayon d'action suffisant pour atteindre l'URSS depuis les États-Unis sans ravitaillement en vol et ne peut pas emporter la première génération de bombes H. Les autres bombardiers à pistons, comme le B-29 ou le B-50, ne peuvent pas non plus remplir cette mission. De plus les missiles balistiques intercontinentaux ne seraient pas des vecteurs de dissuasion nucléaire efficaces avant les années 1960. Jusqu'à l'arrivée du B-52 en 1955, le B-36 reste le seul véritable bombardier intercontinental du Strategic Air Command (SAC).

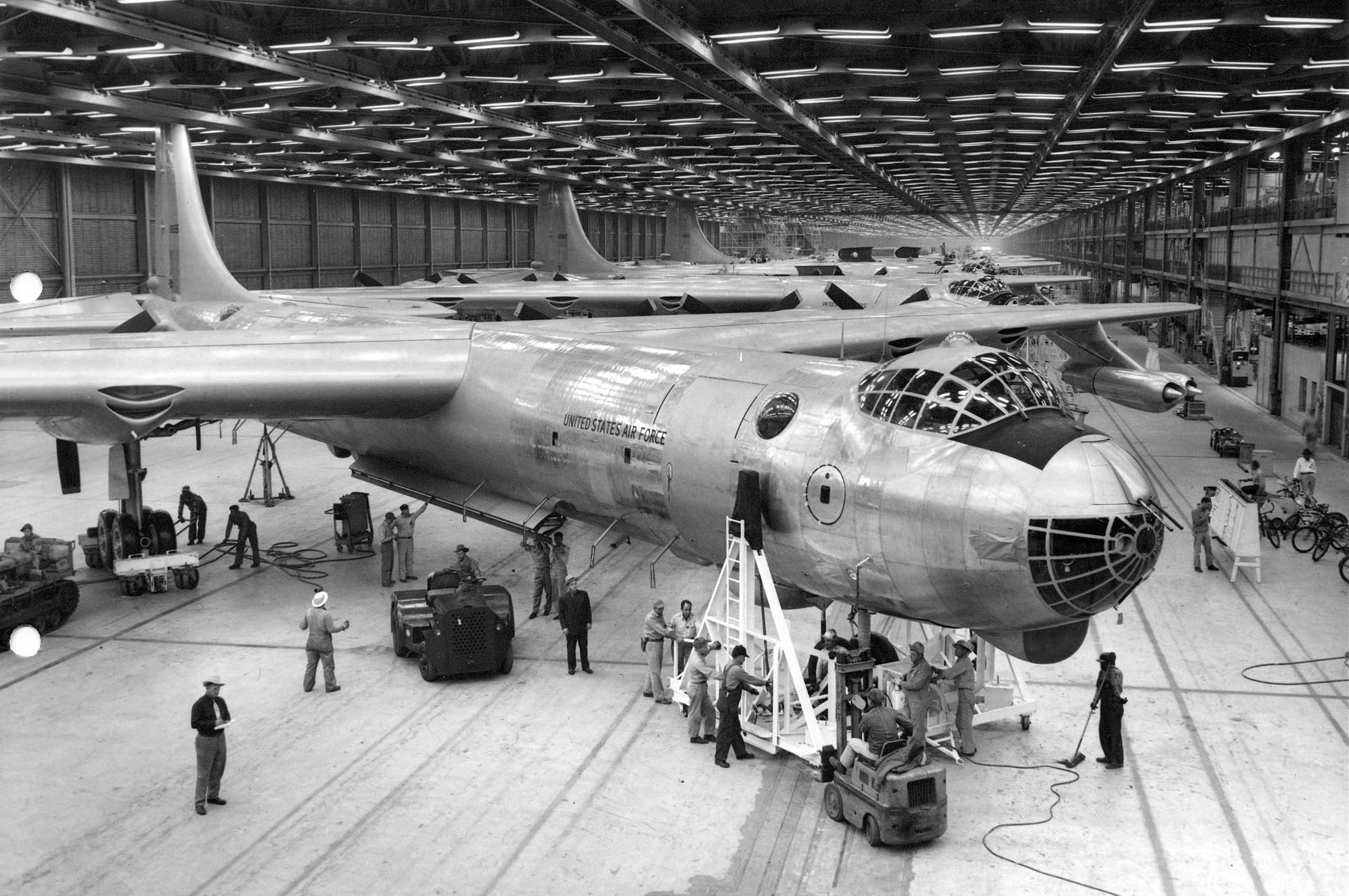
Ligne d'assemblage de RB-36D dans l'usine de Fort Worth.

Afin de réduire la course au décollage et d'augmenter la vitesse maximale du B-36, les ingénieurs de Convair travaillent sur une version équipée de turboréacteurs additionnels. Pour tester la faisabilité d'une telle configuration, un B-36B est modifié : il reçoit deux paires de turboréacteur Allison J35-A-19 placés dans des nacelles doubles sous les ailes,,,. Le premier vol dans cette configuration a lieu le 26 mars 1949 et, les résultats des essais étant concluants, les turboréacteurs font leur apparition sur les appareils de production,. Cette nouvelle version est désignée B-36D, qui reçoit des réacteurs General Electric J47-GE-19,,. Les onze derniers B-36B restant à livrer au SAC sont directement construits comme B-36D (7) et RB-36D (4). Par la suite, les B-36B retournent en usine pour être convertis en B-36D de bombardement ou en RB-36D de reconnaissance. Les 21 B-36A en service, utilisés jusqu'alors pour l'entraînement des équipages, sont convertis en versions de reconnaissance RB-36E, de même que le YB-36, second prototype. Les quatre réacteurs complémentaires augmentent la consommation de carburant et réduisent le rayon d'action, et le problème est aggravé du fait que certains réservoirs sont dédiés au kérosène et ne peuvent donc plus alimenter les six autres moteurs.
Par la suite Convair lance les B-36F et B-36H, sur lesquels les R-4360-41 sont remplacés par des R-4360-53 de 3 800 ch ; le modèle H dispose également d'un radar amélioré. Effectuant tous deux leur premier vol en novembre 1950, ils reprennent les améliorations et les turboréacteurs additionnels du B-36D. Par rapport à ce dernier, leur vitesse de croisière augmente au prix d'une légère diminution de leur rayon d'action et de leur capacité d'emport, les nouveaux moteurs étant plus lourds. Afin d'accroître la distance franchissable, une nouvelle version est développée : le B-36J ; ses réservoirs additionnels lui permettent d'emporter 10 500 litres de carburant de plus que les modèles F et H et sa masse maximale au décollage passe de 167,8 à 186 tonnes grâce à un train d'atterrissage renforcé. Afin de concurrencer le B-52 de Boeing, Convair propose à l'USAF, en août 1950, un dérivé entièrement à réaction du B-36F ; initialement désignée YB-36G, cette version, qui dispose en outre d'une nouvelle voilure, en flèche, deviendra l'YB-60 et le prototype volera en avril 1952, avant que le programme ne soit abandonné quelques mois plus tard.
Dans le même temps, l'arrivée des missiles rend les tourelles inutiles. En février 1954, l'USAF lance le programme Featherweight (poids plume) visant à réduire la masse du B-36 ; cela doit permettre d'augmenter la distance franchissable du bombardier et sa capacité d'emport de bombes. Convair reçoit le contrat de modification qui comprend trois configurations. Dans le cadre du Featherweight I, les tourelles rétractables sont supprimées et les supports à bombes conventionnelles sont retirés ; Featherweight II vise à la suppression des éléments de confort du compartiment arrière de l'équipage ainsi que des éléments du chasseur parasite McDonnell XF-85 Goblin sur les avions qui en sont équipés ; Featherweight III combine les configurations I et II. La suppression des six tourelles réduit le nombre de membres d'équipage de quinze à neuf. Featherweight III offre un plus grand rayon d'action et un plafond opérationnel de 14 000 m, très intéressant pour des missions de reconnaissance.

## Descriptif technique

### Vue d'ensemble

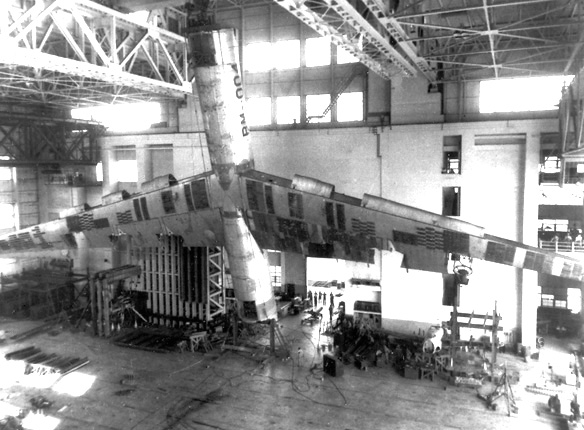
Tests de structure d'un B-36. Les trois hommes au centre donnent une idée de la taille de l'appareil.

Le B-36 est un avion de très grandes dimensions ; il est 60 % plus long que le bombardier lourd B-29 Superfortress qu'il remplace ; son envergure de plus de 70 m est comparable à celle de l'avion de ligne très gros-porteur Boeing 747-8. C'est le plus gros avion à moteurs à pistons à avoir été produit en série. Le Lockheed C-5 Galaxy, conçu vingt ans plus tard, est le premier avion à pouvoir emporter des charges plus élevées que le B-36.
Le fuselage du B-36 est de section circulaire et la voilure est placée en position haute, à mi-longueur. Les ailes permettent à l'avion d'emporter suffisamment de carburant pour effectuer des missions longues ; comme il ne peut pas être ravitaillé en vol, le B-36 doit emporter tout le carburant nécessaire au déroulement de la mission. Au niveau de l'emplanture, l'épaisseur de l'aile atteint 2,1 mètres et laisse un passage permettant à un membre de l'équipage d'accéder aux moteurs. Il peut voler jusqu'à 15 000 m, soit une altitude bien supérieure à celle dont sont capables les chasseurs à réaction de la fin des années 1940. Il contient plus de 27 km de câblages électriques, 2 000 tubes électroniques et 2 300 m de câbles de contrôle pour les commandes de vol.

### Motorisation

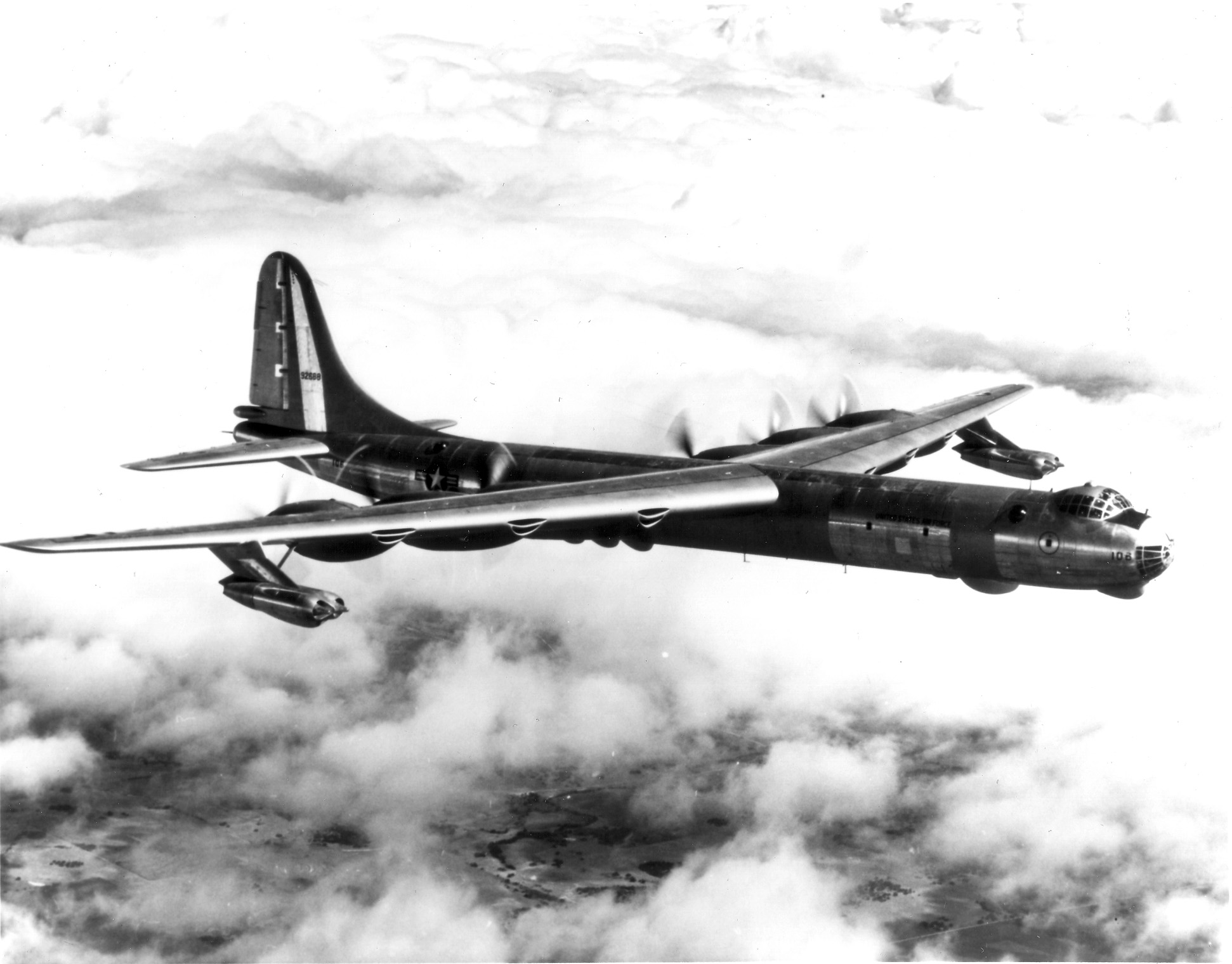
À partir du modèle D, les B-36 sont équipés de quatre turboréacteurs additionnels.

Le système de propulsion à lui seul rend le B-36 très original. Tous les B-36 utilisent six moteurs de 28 cylindres en quadruple étoile Pratt & Whitney R-4360. Si les six prototypes de R-4360 délivrent une puissance totale de 13 MW (17 500 ch), les premiers B-36 sont lents et demandent une longue piste pour décoller. La situation s'améliore avec les dernières versions délivrant un total de 16,5 MW (22 200 ch). Chaque moteur entraîne une immense hélice de 5,8 mètres de diamètre à trois pales montée en configuration propulsive. À partir de la version D, Convair ajoute une paire de turboréacteurs General Electric J47 à l'extrémité de chaque aile. Ceux-ci sont par la suite ajoutés aux appareils précédents. Le B-36 possède donc dix moteurs (« six turnin' and four burnin' », « six qui tournent et quatre qui brûlent », comme disent les aviateurs américains), plus que tout autre appareil de grande série. Les réacteurs améliorent fortement les performances au décollage et la vitesse de pointe au-dessus de l'objectif. Lors du vol en croisière, les réacteurs sont généralement coupés, afin d'économiser le carburant, et des trappes, situées au niveau de l'entrée d'air et commandées par l'équipage depuis le cockpit, sont fermées pour réduire la traînée et éviter que le vent relatif ne fasse tourner les réacteurs, ce qui augmenterait la consommation d'huile. L'association des quatre turboréacteurs et des six moteurs à pistons donne au B-36 une puissance totale de 40 000 ch pendant de courtes durées,.
La grande surface alaire et la possibilité de lancer, en plus des moteurs à pistons, les quatre réacteurs, offrent au B-36 une large marge entre la vitesse limite et la vitesse maximale à ces altitudes. Cela rend le B-36 plus manœuvrable que les intercepteurs de l'époque qui ne peuvent pas voler à plus de 12 000 mètres. S'ils tentent malgré tout de le faire, ils décrochent rapidement en cas de manœuvre. Cependant, la Navy avance que ses chasseurs McDonnell F2H Banshee peuvent intercepter le B-36 grâce à leur capacité de voler à 15 000 mètres. L'Air Force décline l'offre de la Navy de réaliser un test avec le F2H et le B-36.
Plus que tout autre appareil propulsé par des moteurs à pistons, le B-36 est sujet à de fréquents feux de moteurs ce qui fait que de nombreux équipages changeaient la phrase « six qui tournent, quatre qui brûlent » en « deux qui tournent, deux qui brûlent, deux qui fument, deux qui s'étouffent, et deux portés disparus, ». Le problème est aggravé par la disposition propulsive des hélices qui aggrave le risque de givrage du carburateur. Le Pratt & Whitney R-4360 est conçu pour être monté en disposition tractive plus conventionnelle. Ainsi l'air rencontre successivement l'hélice, l'entrée d'air, les 28 cylindres et le carburateur. Dans cette configuration, le carburateur est réchauffé par de l'air chaud et ne givre pas. Dans la disposition du B-36, l'air rencontre successivement l'entrée d'air, le carburateur, les 28 cylindres et l'hélice. Le carburateur n'est plus réchauffé et lorsque l'air est froid et humide, du givre obstrue l'entrée d'air du carburateur, réduisant le mélange entre l'air et le carburant dans les cylindres et finalement, le carburant non brûlé prenait feu dans l'échappement.

### Équipements
Le B-36 compte un équipage de quinze aviateurs. Comme dans le B-29, le pont de vol et les compartiments de l'équipage pressurisés sont reliés par un tunnel d'environ 60 cm de diamètre et de 24 m de longueur le long de la soute à bombes. Dans le B-36, l'aviateur utilise un chariot à roulettes pour traverser le tunnel et tire sur une corde pour avancer. Les compartiments de l'équipage à l'arrière comprennent six couchettes et une cuisinette et mènent à la tourelle arrière.

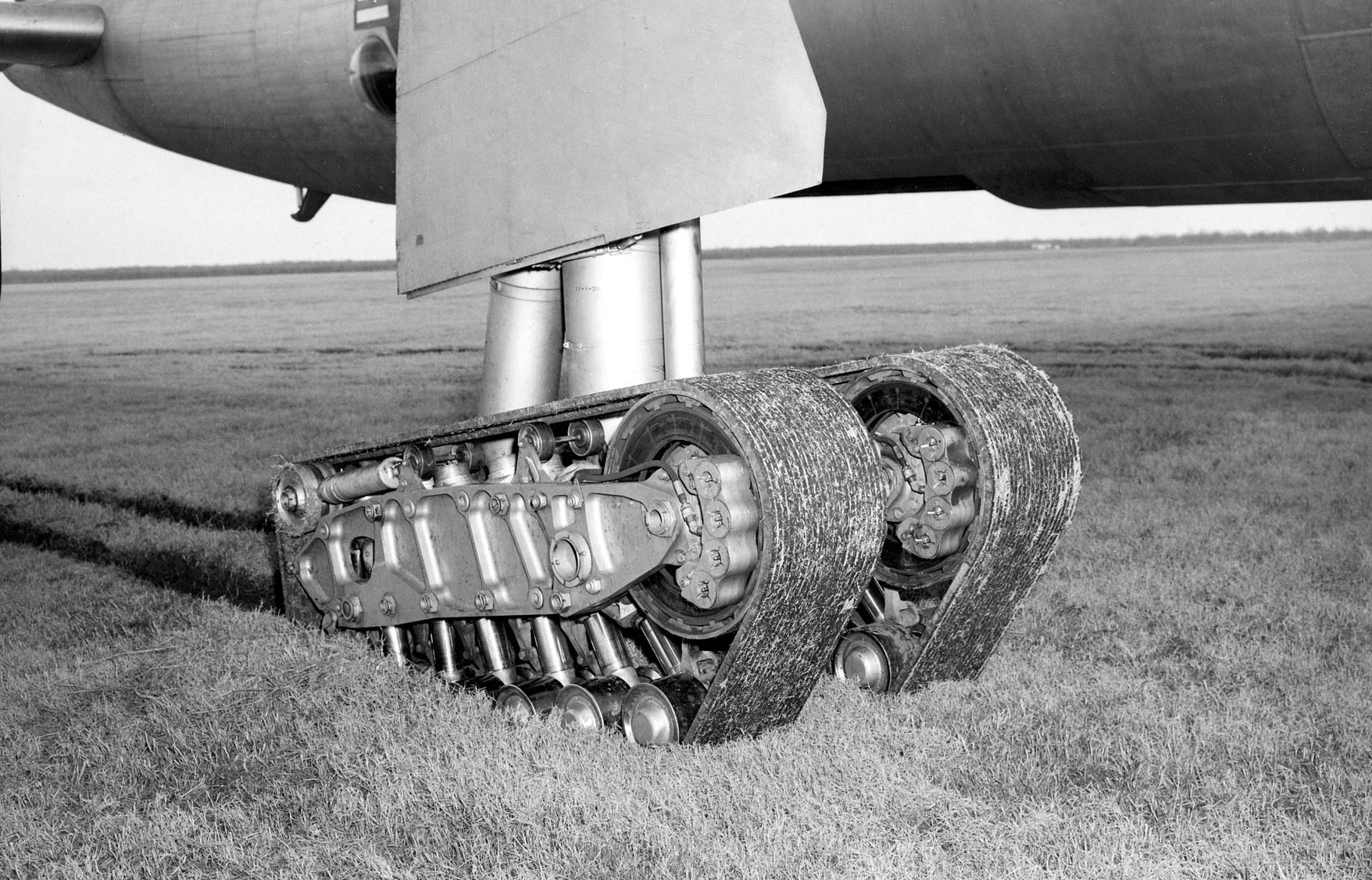
Gros plan d'un train d'atterrissage chenillé.

Le XB-36 présente un train d'atterrissage principal à une seule roue de chaque côté, dont les pneus sont les plus grands jamais fabriqués pour l'époque : ils font 2,7 m de diamètre, 1 m de large et pèsent 600 kg. Chacun contient assez de caoutchouc pour fabriquer soixante pneus automobiles. Ces pneus impriment une telle pression au sol que l'appareil est limité à la base de Fort Worth à proximité de la ligne d'assemblage et à deux autres bases aériennes de l'USAF. Après une suggestion du général Henry Harley Arnold, le train simple est remplacé par un bogie à quatre roues. À un moment, un train d'atterrissage chenillé similaire à celui d'un char est testé, il se révèle lourd et bruyant et est rapidement abandonné.

### Armement
Pour emporter ses bombes, le B-36 dispose de quatre soutes, numérotées de 1 à 4 de l'avant vers l'arrière. Chaque soute mesure 4,91 m de long et, pour emporter les plus grosses bombes, les soutes no 1 et 2 peuvent être combinées, ainsi que les no 3 et 4. Sur les prototypes, les B-36A et les B-36B, les trappes des soutes s'ouvrant en coulissant le long d'un rail, à l'intérieur, le long du fuselage. Pour les soutes no 1 et 4, les trappes sont faites d'une seule pièce et coulissent vers le côté gauche ; en raison de la présence des longerons de la voilure, les trappes des soutes no 2 et 3 sont faites de deux pièces, qui coulissent de chaque côté du fuselage. Ce système d'ouverture présente plusieurs inconvénients dont les principaux sont la lenteur d'ouverture des trappes et leur tendance à se bloquer par très basse température. Par conséquent, un nouveau système de trappes à ouverture rapide est développé ; les trappes s'ouvrent ainsi en deux secondes,. Les bombardiers sont équipés de deux jeux de trappes, un pour les deux soutes avant, l'autre pour les deux soutes arrière, chaque trappe mesurant 9,87 m de long.
Le B-36 peut emporter jusqu'à 39 tonnes de bombes, dix fois la capacité du Boeing B-17 Flying Fortress qui ne pèse d'ailleurs que 30 tonnes à charge maximale. Le B-36 n'est pas conçu spécifiquement pour transporter une bombe nucléaire dont le développement est encore top secret lors de la conception du bombardier entre 1941 et 1946. Néanmoins, le B-36 embrasse son rôle de vecteur de la dissuasion nucléaire immédiatement après sa mise en service. Jusqu'à l'arrivée du B-52, le B-36 est le seul appareil à pouvoir transporter la première génération de bombe thermonucléaire Mark 17 ; mesurant 7,5 mètres de long, 1,5 mètre de diamètre et pesant 19 tonnes, ce sont les plus grandes bombes nucléaires de l'arsenal américain en taille et en poids.
L'armement défensif est composé de six tourelles rétractables dans le fuselage, d'une tourelle dans la queue et d'une autre dans le nez de l'appareil. Chacune d'entre elles est équipée de deux canons de 20 mm, soit un total de seize canons. Les vibrations dues au recul des armes lors des exercices provoquent souvent des problèmes électriques et peuvent endommager les fragiles tubes électroniques des systèmes de navigation.

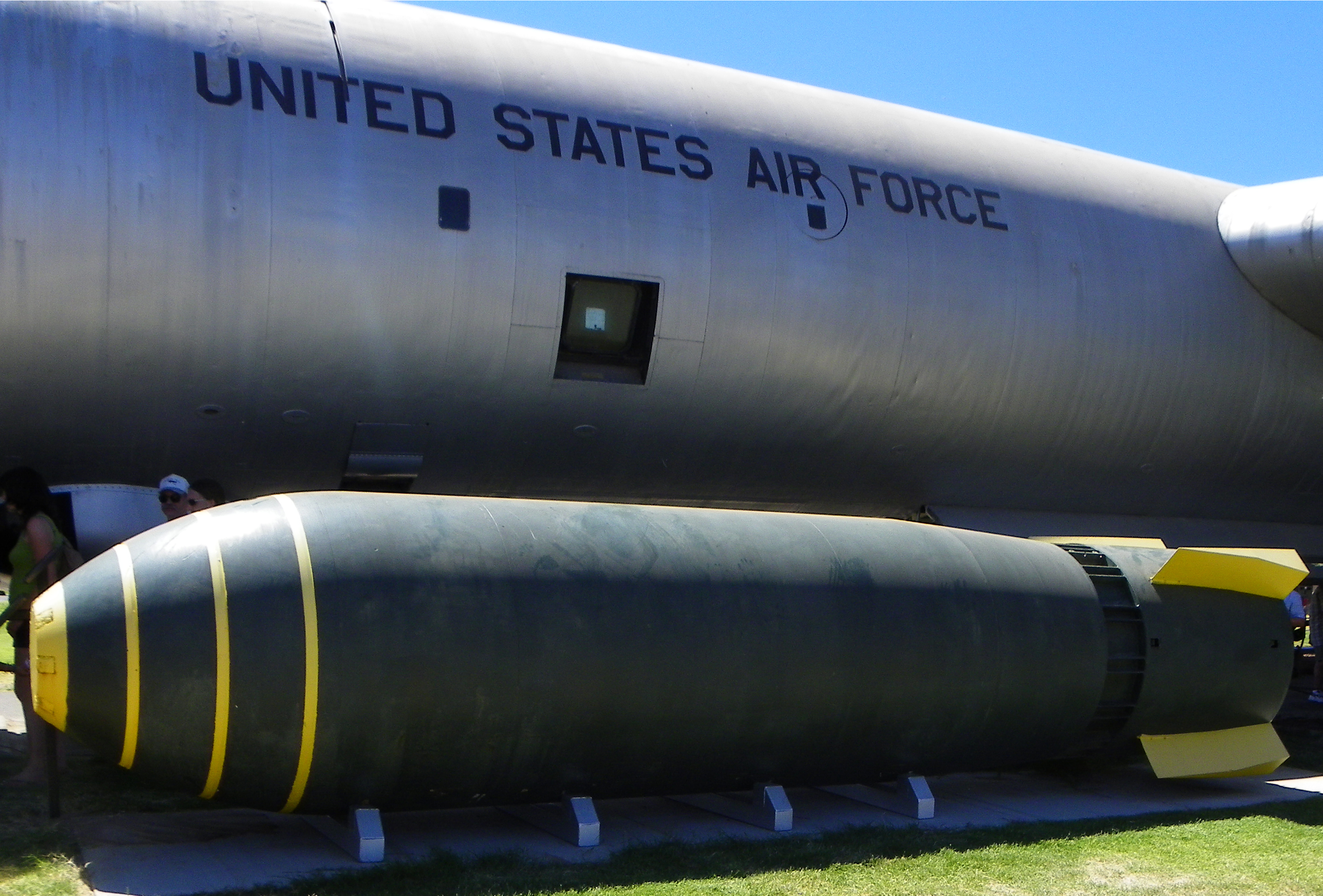
Une bombe Mark 17 exposée devant un RB-36H dans un musée en Californie.
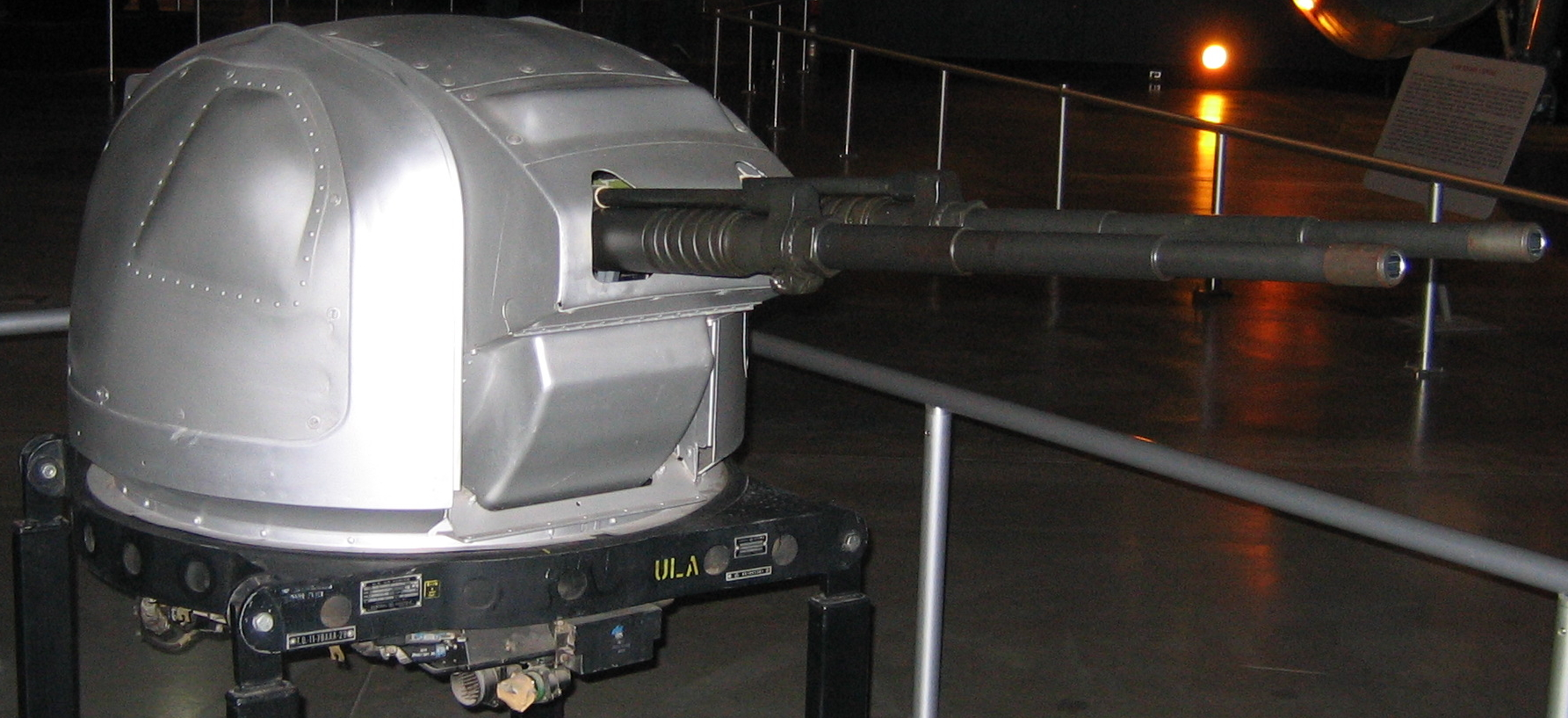
Une des six tourelles rétractables avec ses deux canons de 20 mm.

### Exploitation et problèmes financiers
Le B-36 est difficile à utiliser et coûte beaucoup plus cher que le B-29 (60 dollars la livre pour le B-29 contre 250 dollars la livre pour le B-36 en 1952). Pour les critiques, ces problèmes en font une « bourde à un milliard de dollars ». En particulier, l'United States Navy considère l'appareil comme une gaffe coûteuse détournant des fonds destinés à l'aéronautique navale et aux porte-avions. En 1947, elle attaque les fonds destinés au B-36 en avançant qu'il ne satisfait pas aux exigences du Pentagone. L'US Navy qui avait dominé le Pacifique avec ses porte-avions durant la Seconde Guerre mondiale considère que ceux-ci seraient décisifs lors des guerres futures. Pour cela, la Navy avait conçu un super porte-avions nommé USS United States capable de lancer de grandes flottes de bombardiers tactiques ou nucléaires. Elle cherche donc à réorienter les fonds destinés au B-36 vers le porte-avions. L'Air Force défend le B-36 avec succès et l’USS United States est officiellement annulé par le secrétaire à la Défense Louis A. Johnson après que sa quille a été posée. De nombreux officiers supérieurs de la marine remettent en question la décision gouvernementale alléguant un conflit d'intérêts car Johnson avait siégé au conseil d'administration de Convair. Le tumulte provoqué par l'annulation de l’USS United States est surnommée la « révolte des amiraux ».
Cette colère et l'usage intensif de l'aéronavale lors de la guerre de Corée permettent la construction des navires de la classe Forrestal, comparables en taille à l’USS United States mais d'une conception différente, orientation vers un rôle plus large avec des escadrilles de chasseurs, d'intercepteurs, d'appareils de reconnaissance, de guerre électronique et de lutte anti-sous-marine. Dans le même temps, les bombardiers lourds du SAC furent jugés indispensables à la défense nationale et les deux systèmes ne furent plus en compétition pour les mêmes ressources budgétaires.

## Histoire opérationnelle
Le B-36, avec ses variantes GRB-36, RB-36 et XC-99, est en service dans le Strategic Air Command de 1948 à 1959. Le B-36 ne largue aucune bombe au cours de son service actif ; il prend le surnom de « Peacemaker » (pacificateur),.
Lorsque le général Curtis LeMay commande le SAC (1949-1957), il transforme le B-36, à l'aide d'un intense développement et entraînement, en un vecteur efficace de la force nucléaire aérienne américaine. Sa charge utile est quatre fois supérieure à celle du B-29 et dépasse même celle du B-52. Cependant, le B-36 est lent et ne peut pas être ravitaillé en vol, mais peut toutefois attaquer des cibles à une distance de 5 500 km et rester en vol près de quarante heures. De plus, le B-36 peut voler à une altitude impressionnante pour un appareil à pistons. Cela est rendu possible par ses immenses ailes et par ses six moteurs à 28 cylindres, qui lui permettent d'échapper à tous les chasseurs classiques, aux premiers avions à réaction et aux batteries au sol.

### Maintenance

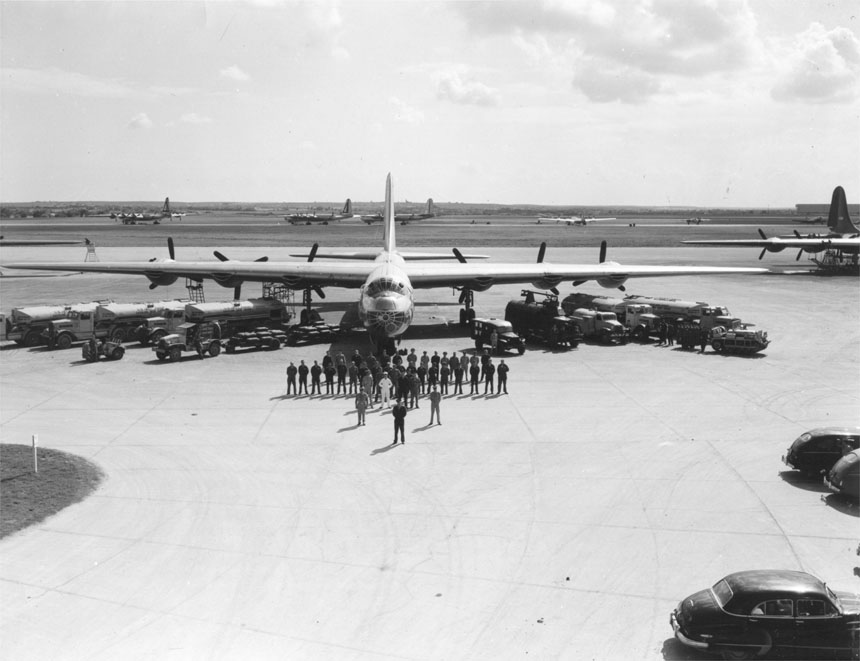
Personnel et équipements nécessaires pour maintenir un B-36 en état de vol.

Le B-36 est trop grand pour entrer dans la plupart des hangars. De plus, même un appareil avec la portée du B-36 doit être stationné le plus près possible de l'ennemi, ce qui nécessite des bases en Alaska et en Arctique. Ainsi, la plupart des maintenances « normales » comme changer les 56 bougies d'allumage de chacun des six moteurs ou remplacer les ampoules de la soute à bombes détruites après les missions de tir sont réalisées à l'extérieur par des températures pouvant atteindre −50 °C. Des abris spéciaux sont construits pour offrir un minimum de protection lorsque les mécaniciens travaillent sur les moteurs. L'épaisseur des ailes est de 2,1 mètres à l'emplanture, ce qui permet à l'ingénieur de vol d'accéder aux moteurs et au train d'atterrissage en rampant dans les ailes. Cela n'est bien sûr possible qu'à des altitudes ne nécessitant pas de pressurisation.
Les moteurs Wasp Major sont également très gourmands en huile, chacun nécessitant son propre réservoir d'une capacité de 32 gallons (120 litres). Un réservoir central d'appoint de 50 gallons (190 litres) permet aussi de ravitailler en huile chacun des moteurs indifféremment.
En 1950, Convair (alors encore Consolidated-Vultee) développe des pods à forme d'obus, ressemblant à d'énormes réservoirs, qui sont montés sur chaque côté du fuselage du B-36, pour livrer des moteurs aux bases auxquelles le B-36 est affecté. Chaque pod peut accueillir deux moteurs. Quand les pods ne sont pas utilisés, ils sont enlevés et rangés dans la soute à bombes. Il n'y a pas de document sur l'usage par l'USAF du pod pour moteur.

### Équipages
Les missions d'entraînement comportent généralement deux vols, l'un de quarante heures et l'autre de vingt quatre heures. S'il est suffisamment léger, le B-36 peut parcourir 16 000 km sans escale mais la vitesse de croisière la plus rapide, celle de la version B-36J-III est seulement de 380 km/h. Les réacteurs permettent d'atteindre une vitesse de 650 km/h mais augmentent fortement la consommation de carburant. Lors d'une mission de quarante heures, les réacteurs ne sont utilisés qu'au décollage et lors de la phase de montée comme moteurs d'appoint, et le bombardier vole sur 15 000 km.
Le B-36 n'est pas un appareil particulièrement agréable à piloter. Dans l'ensemble, ses performances en termes de vitesse et de manœuvrabilité ne sont jamais considérées comme excellentes. Le lieutenant-général James Edmundson l'aime car il a l'impression d'être « assis sur le perron d'entrée et de faire voler sa maison ». Malgré sa taille impressionnante, les compartiments pressurisés sont relativement exigus, en particulier lorsqu'ils sont occupés par quinze membres d'équipage durant quarante heures.
Les missions de combat auraient été essentiellement à sens unique, les bombardiers auraient décollé des bases opérationnelles avancées en Alaska et au Groenland, auraient survolé l'Union soviétique et se seraient posés en Europe, en Afrique du Nord (Maroc) ou au Moyen-Orient. De manière ironique, les vétérans racontent que s'ils sont confiants dans la réussite de la mission en elle-même, ils sont moins confiants dans la possibilité de survivre à l'explosion de la bombe nucléaire. En effet, la vitesse limitée de l'appareil, associée à la puissance dévastatrice des bombes, fait que les bombardiers peuvent ne pas quitter à temps la zone de destruction provoquée par la bombe. Ces inquiétudes apparaissent après l'Opération Castle, une série d'essais nucléaires où un B-36 volant près d'une détonation de 15 mégatonnes à une distance jugée typique d'une situation de combat subit de lourds dégâts provoqués par le souffle de l'arme.

### Expérimentations

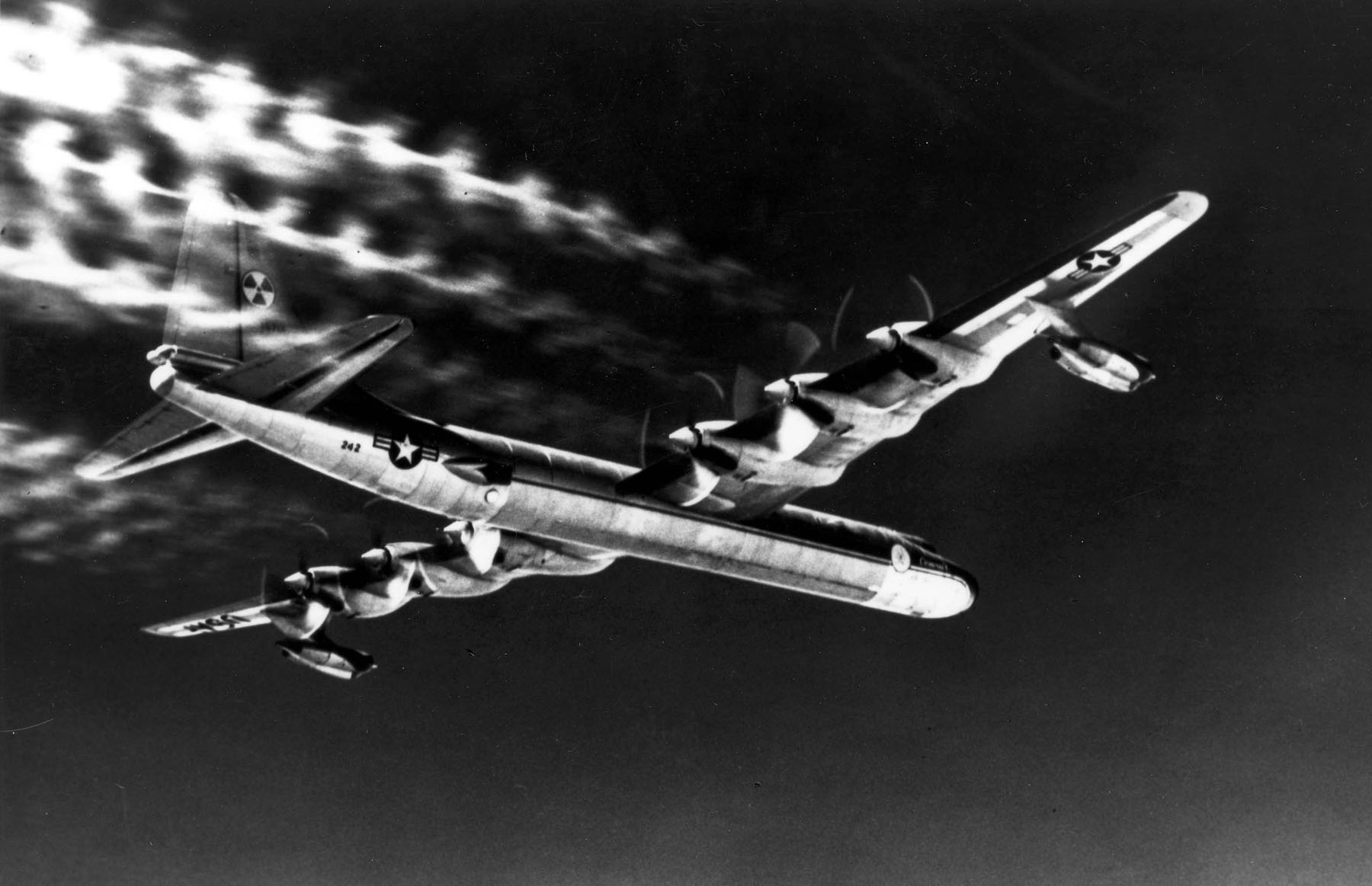
NB-36H utilisé pour les tests de réacteur nucléaire.

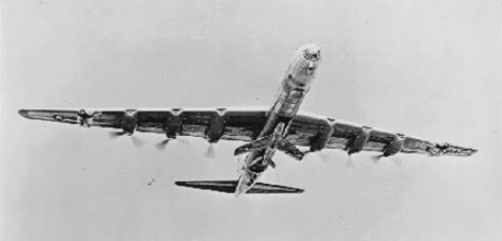
GRB-36 transportant un YRF-84F modifié pour le projet FICON.

Le B-36 est utilisé pour réaliser une large gamme d'expérimentations aéronautiques au cours de sa carrière. Sa taille immense, son rayon d'action et sa capacité d'emport en faisaient un appareil très intéressant pour la recherche et les expérimentations.
En mai 1946, l'Air Force lance le projet Nuclear Energy for the Propulsion of Aircraft (NEPA) qui débouche sur le programme Aircraft Nuclear Propulsion (ANP) en mai 1951. L'idée est d'utiliser un réacteur nucléaire pour propulser l'appareil durant de très longues durées. L'ANP demande la modification de deux B-36. Le premier d'entre eux, désigné NB-36H, a pour mission de tester le blindage nécessaire pour protéger l'équipage et vérifier la faisabilité du programme. Il est modifié pour emporter un réacteur nucléaire d'une puissance d'un mégawatt refroidi par air à l'arrière de la soute à bombes. Le réacteur nucléaire ne joue toutefois aucun rôle dans la propulsion : son seul rôle est de tester les effets des radiations sur les systèmes. Le deuxième appareil, l'aéronef expérimental X-6, doit servir à tester le système de propulsion nucléaire ; il n'est jamais construit.
Dans une autre expérimentation, un chasseur parasite est transporté partiellement ou totalement dans la soute à bombes pour offrir une protection au B-36. Le chasseur parasite est le minuscule McDonnell XF-85 Goblin qui s'accroche à l'aide d'un système de trapèze sous le bombardier. Le B-36 peut en embarquer jusqu'à trois. Le concept est testé avec succès sur un B-29 mais l'accrochage du trapèze est difficile même pour des pilotes expérimentés. De plus, le XF-85 n'a pas les capacités pour affronter les appareils ennemis qui auraient attaqué le bombardier et le projet est abandonné.
Le projet FICON (FIghter CONveyor) a plus de succès. Un B-36 modifié transporte un F-84 Thunderjet modifié pour réaliser des missions de reconnaissance de manière à lui fournir une plus grande autonomie,. Le Thunderjet doit être largué à proximité de l'objectif et venir s'y raccrocher une fois sa mission terminée. Les premiers essais commencent en janvier 1952 avec un F-84E, et donnent satisfaction au point que l'USAF demande fin 1953 de modifier 25 F-84F et 10 B-36 qui sont utilisés en 1955 et 1956.
Le projet TIP TOW prévoit l'installation d'un F-84 à l'extrémité des ailes d'un B-29 ou d'un B-36. On espère ainsi augmenter le rayon d'action en allongeant les ailes. Le projet est stoppé après qu'un F-84 se fut retourné sur l'aile d'un B-29 tuant tous les membres d'équipage des deux appareils. Les essais continuent quelque temps sur le B-36 mais les violentes turbulences causées par le B-36 rendent le concept trop dangereux et le programme est annulé.

### Missions de reconnaissance

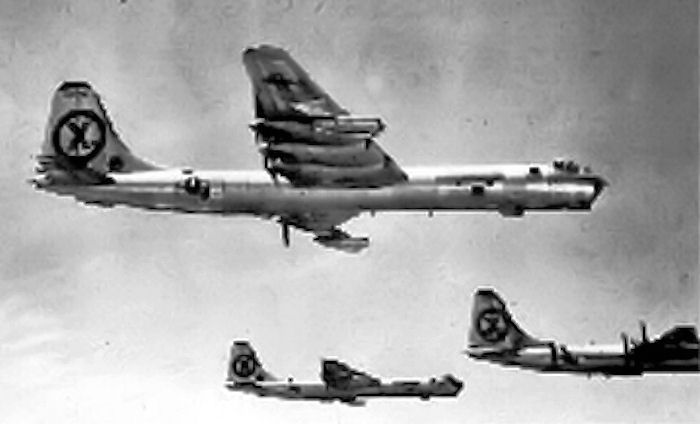
À la fin de l'année 1952, six B-36 sont déployés au sein du 5th Bomb Wing sur la base de Yokota au Japon. Ils ne sont pas utilisés pour mener des missions de combat mais réalisent des missions de reconnaissance au-dessus de la Mandchourie chinoise et de l'Extrême-Orient soviétique.

Une des missions originales du SAC est la reconnaissance stratégique à grande échelle. Cependant, jusqu'à l'apparition du Lockheed U-2 et des satellites espions, les États-Unis n'ont pas accès au cœur de l'URSS. L'une des caractéristiques essentielles des premiers appareils de reconnaissance de l'après-guerre est la capacité de voler au-dessus de 12 000 m car les radars de l'époque ont une portée maximale de 12 km. Ainsi, un appareil volant au-delà de cette altitude ne serait pas détecté.
Le premier appareil à tester cette théorie est une version spécialisée pour les missions de reconnaissance, le RB-36D. Il est identique au B-36D mais comprend vingt deux membres d'équipage, au lieu des quinze habituels, car ceux-ci doivent maintenir les systèmes photographiques opérationnels. La soute avant du bombardier est remplacée par un compartiment pressurisé équipé de quatorze appareils photographiques, ainsi que d'une petite chambre noire pour que le technicien puisse développer les films. Les seize canons de défense sont conservés et les réservoirs de carburant supplémentaires à l'arrière de la soute à bombes portent l'autonomie à 50 heures. Le plafond opérationnel est de 15 000 mètres mais une version allégée, le RB-36-III, peut atteindre 20 000 mètres. Il est alors le seul appareil américain à pouvoir survoler les vastes territoires d'Eurasie depuis des bases aux États-Unis et à pouvoir transporter les grands systèmes photographiques à haute résolution de l'époque. Un appareil équipé de la Boston Camera (en), disposant d'une focale de 6 096 mm, est testé ; il est capable de distinguer une balle de golf à une altitude de 12 000 mètres.
Le premier RB-36D réalise son premier vol le 18 décembre 1949, moins de six mois après le premier vol du B-36D. Il est déployé au sein du 28th Bomb Wing basé à Ellsworth dans le Dakota du Sud en juin 1950, mais n'est cependant pas opérationnel avant juin 1951. Vingt quatre RB-36D sont construits au total. Certains sont par la suite modifiés sous la configuration Featherweight entre février et novembre 1954.
En 1951, les RB-36, avec leur portée de 15 000 km, commencent à tester les frontières arctiques de l'Union soviétique, mais, contrairement aux prévisions, les équipements embarqués indiquent qu'ils sont détectés par les radars soviétiques. Néanmoins, détecter un appareil est une chose, l'intercepter en est une autre, et les B-36 réalisent de nombreuses missions de reconnaissance au-dessus de l'URSS, en particulier des complexes nucléaires de Nouvelle-Zemble de même qu'au-dessus de la Chine.
Les progrès des systèmes de défense soviétiques limitent ensuite l'utilisation des RB-36 à des vols à l'extérieur des frontières de l'URSS et des pays d'Europe orientale. À partir du milieu des années 1950, les RB-47E à réaction sont capables de percer l'espace aérien soviétique et mènent de spectaculaires missions de reconnaissance. Certaines de ces missions réalisent des pénétrations profondes du territoire soviétique pour repérer les voies de passages pour les bombardiers du SAC vers leurs cibles. De même que les versions de bombardement, les RB-36 sont progressivement retirés à partir de 1956.

### Obsolescence

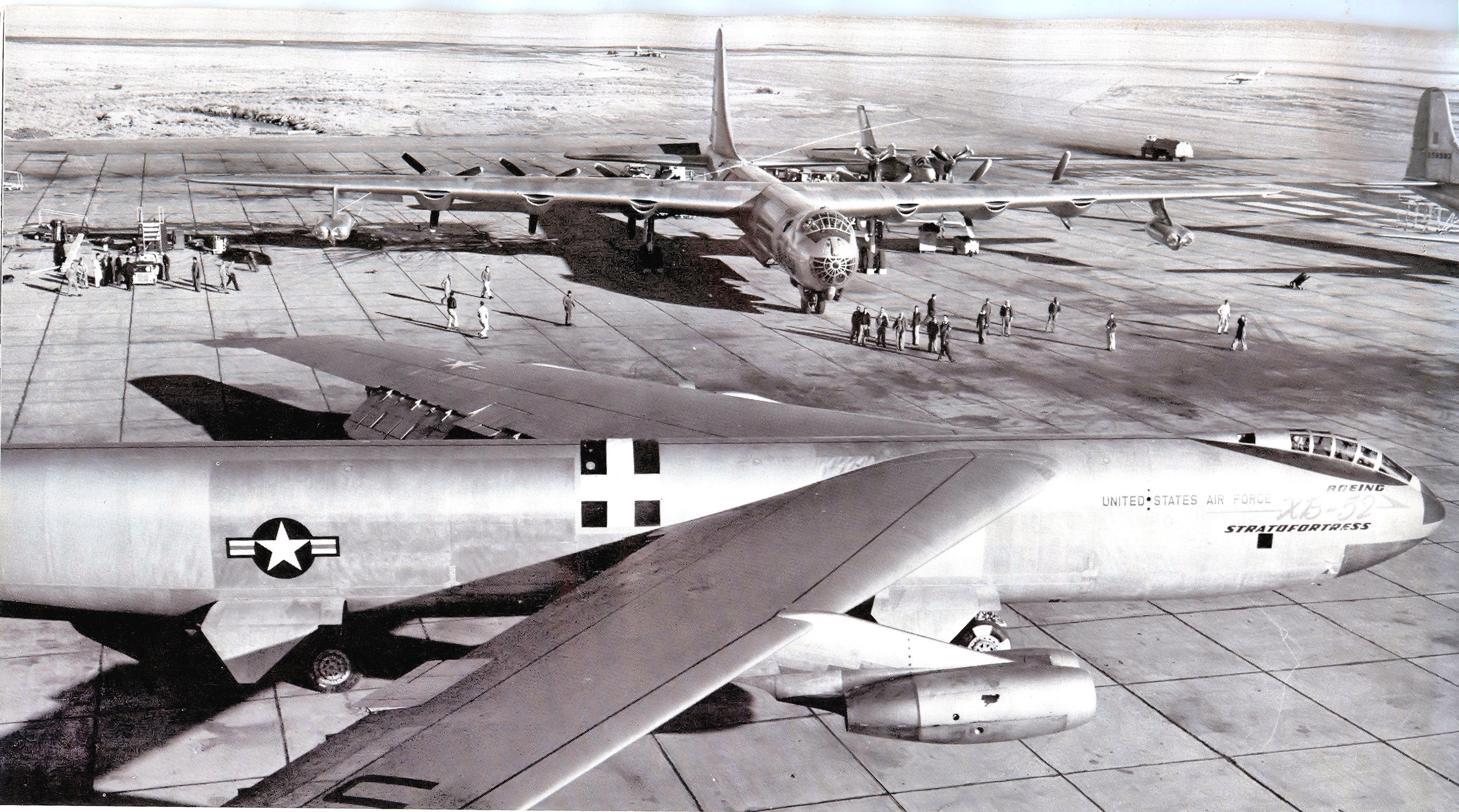
Prototype YB-52 sur la base de Carswell à côté d'un B-36 en 1955.

L'apparition des MiG-15 soviétiques dans le ciel coréen en 1950 rend obsolètes les bombardiers propulsés par des moteurs à pistons. Bien que le MiG-15 ne dispose pas de radar et n'ait qu'une portée limitée, les rapides chasseurs soviétiques à ailes en flèche sont largement supérieurs aux escorteurs américains P-80 et Republic F-84 Thunderjet à ailes droites. En journée, les MiG-15 peuvent attaquer les B-29 américains, apparemment sans craindre les canons de défense, forçant les États-Unis à mener des missions de bombardement nocturnes.
Le B-36, tout comme les B-29/B-50, conçus lors de la Seconde Guerre mondiale, ne fait pas le poids face à la révolution qu'est l'apparition des réacteurs. Il faut donc une nouvelle génération de bombardiers à réaction, capables de voler plus haut et plus vite, pour pouvoir franchir les défenses soviétiques si la guerre froide se transforme en un conflit ouvert entre les États-Unis et l'URSS.
Avec la fin des combats en Corée, le Président Eisenhower, qui avait pris ses fonctions en janvier 1953, appelle à un « lifting » de la défense nationale. Son administration choisit d'investir dans l'Air Force, et en particulier dans le Strategic Air Command. L'Air Force retire tous ses B-29/B-50, qui sont remplacés par des Boeing B-47 Stratojet. À partir de 1955, les Boeing B-52 Stratofortress commencent à être déployés en remplacement des B-36.
Outre son obsolescence, certaines caractéristiques du B-36 le rendent dépassé avec l'arrivée de bombardiers plus modernes comme le B-52 : le B-36 ne peut pas être ravitaillé en vol, ce qui nécessite des bases de ravitaillement intermédiaires pour mener à bien les missions profondes en territoire soviétique ; sa vitesse est faible et le rend vulnérable aux intercepteurs à réaction soviétiques, rendant les vols de bombardement en Union soviétique très risqués, et compromettant sa capacité à réaliser sa mission ; des missiles surface-air guidés par radar, capables d'atteindre 20 000 mètres d'altitude, comme le S-75 Dvina, font leur apparition. Dans ses premières années de service, le B-36 est sujet à de fréquents incendies de réacteurs, des pannes électriques et d'autres dysfonctionnements coûteux.
Le retrait des B-36 commence en février 1956. Une fois remplacés par les B-52, ils volent directement jusqu'à la base de Davis–Monthan, dans l'Arizona, où ils sont pris en charge par le 3040th Aircraft Depot pour y être démantelés. Cependant, des restrictions budgétaires en 1958 réduisent le rythme de déploiement des B-52, offrant un bref répit aux B-36. Les B-36 en service sont maintenus à l'aide de pièces détachées issues des B-36 démantelés à la base de Davis-Monthan. En décembre 1958, seuls 22 B-36, tous des B-36J, restent en service,. Le dernier B-36 construit (serial 52-2827) est le dernier appareil à être retiré du service ; le 12 février 1959, il termine sa carrière après 5 mois et 30 jours de service, au terme d'un vol qui l'amène de la Biggs Air Force Base, au Texas, à l'Amon Carter Field situé à Fort Worth où il est exposé jusqu'aux années 2000,.

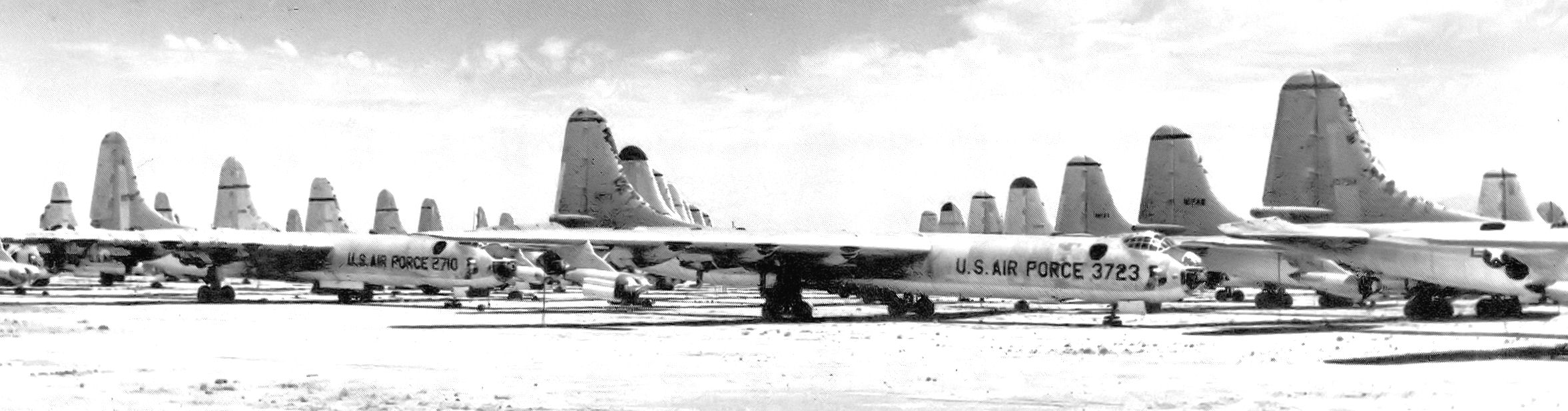
À la fin de leur carrière, la quasi-totalité des B-36 sont envoyés au 3040th Aircraft Depot adjacent à la Davis-Monthan Air Force Base, à Tucson, pour y être démantelés.

## Utilisateurs

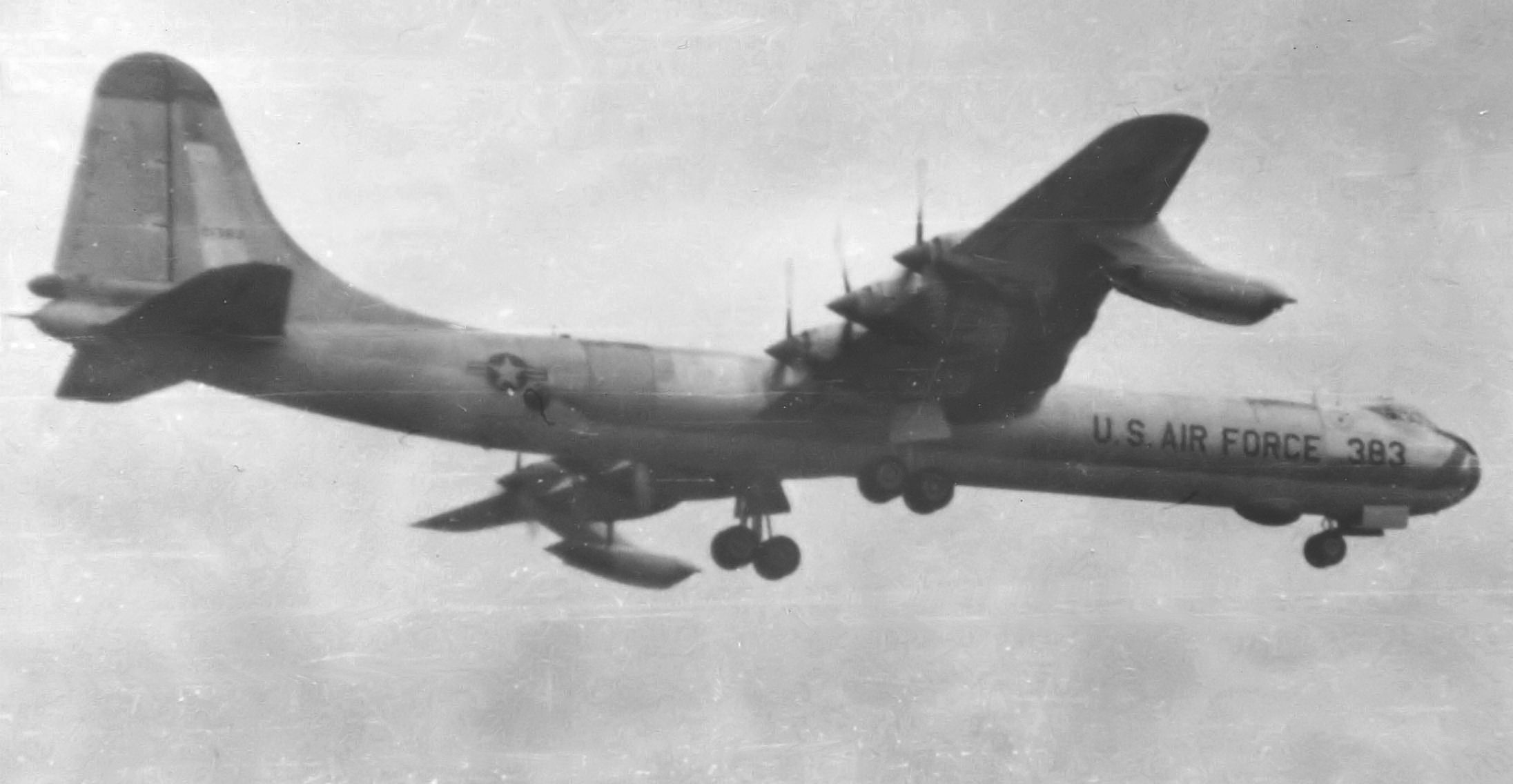
Un Convair RB-36H Peacemaker du 72e Strategic Reconnaissance Wing atterrissant à Burtonwood, Lancashire, Royaume-Uni en octobre 1956

États-Unis
- United States Air Force[78]

5th Bomb Wing, janvier 1951–septembre 1958, Travis AFB, Californie (dont des RB-36)
6th Bomb Wing (en), août 1952–août 1957, Walker AFB, Nouveau-Mexique
7th Bomb Wing, juin 1948-mai 1958, Carswell AFB, Texas
9th Strategic Reconnaissance Wing, mai 1949–avril 1950, Travis AFB, Californie (dont des RB-36)
11th Bombardment Wing (en), décembre 1948–décembre 1957, Carswell AFB, Texas
28th Bomb Wing, juillet 1949–mai 1957, Ellsworth AFB, Dakota du Sud (dont des RB-36)
42d Bombardment Wing (en), avril 1953–septembre 1956, Loring AFB, Maine
72d Strategic Reconnaissance Wing (en), octobre 1952–janvier 1959, Ramey AFB (en), Porto Rico (dont des RB-36)
92nd Air Refueling Wing, juillet 1951–mars 1956, Fairchild AFB, État de Washington
95th Bombardment Wing (en), août 1953–février 1959, Biggs AFB (en), Texas
99th Strategic Reconnaissance Wing (en), août 1951–septembre 1956, Fairchild AFB, État de Washington (dont des RB-36)

## Versions

### Versions principales
| Version | Construits |
| ------- | ---------- |
| XB-36   | 1          |
| YB-36   | 1          |
| B-36A   | 22         |
| B-36B   | 62         |
| B-36D   | 26         |
| RB-36D  | 24         |
| B-36F   | 34         |
| RB-36F  | 24         |
| B-36H   | 83         |
| RB-36H  | 73         |
| B-36J   | 33         |
| Total   | 383,       |

#### XB-36
Premier prototype du B-36, le XB-36 n'est pas armé ; il ne dispose pas non plus de la verrière qui équipera les autres appareils. Il est équipé de moteurs R-4360-25 de 3 000 ch et son train d'atterrissage principal se compose de deux grandes roues de 2,75 m de diamètre qui seront ultérieurement remplacées par des bogies à quatre roues.
L'appareil effectue son premier vol le 8 août 1946 ; est utilisé uniquement pour les essais et n'entre jamais en service. En 1950, il est équipé à titre expérimental d'un train d'atterrissage à chenilles destiné à être utilisé sur des pistes sommaires ou mal préparées. Le XB-36 est officiellement retiré le 30 janvier 1952 et, après la fin de sa carrière, il est utilisé pour l'entraînement des pompiers de la base de Carswell, puis finalement détruit.

#### YB-36
Deuxième prototype du B-36, l'YB-36 dispose de la verrière en bulle qui équipera les appareils de production. Cet appareil diffère peu des B-36A et, à la fin des essais, il est amené à ce standard puis entre en service. Il est ultérieurement converti en RB-36E.

#### B-36A
Première version de production du B-36, le B-36A est principalement utilisé pour l'entraînement des équipages. Au total, 22 appareils sont construits ; mis à part le premier, utilisé comme cellule d'essais statiques, les B-36A sont ultérieurement convertis en version de reconnaissance RB-36E.

#### B-36B
Le B-36B est la première version conçue pour les missions de combat et pleinement opérationnelle. Un total de 73 appareils sont commandés par l'Air Force, mais seuls 62 sont construits, les onze derniers étant directement portés au standard B-36D.

#### B-36D
Le B-36D est semblable au B-36B mais est équipé de quatre réacteurs J47-GE-19. 22 appareils sont construits et 60 B-36B sont convertis en B-36D.

#### B-36F
Le B-36F reprend les améliorations apportées sur le B-36D mais dispose de moteurs R-4360-53 de 3 800 ch. 34 appareils sont construits.

#### B-36H
Identique au B-36F avec un cockpit amélioré et des changements d'équipements, 83 construits.

#### B-36J
Version de haute altitude avec un train d'atterrissage renforcé, une plus grande capacité d'emport en carburant et un équipage réduit, 33 construits.

### Versions de reconnaissance

#### RB-36B
Version de reconnaissance. 39 B-36B équipés d'appareils photographiques.

#### RB-36D
Variante de reconnaissance. 17 construits et 7 B-36B convertis.

#### RB-36E
21 B-36A ainsi que le YB-36 sont convertis en appareils de reconnaissance selon les standards de la version RB-36D.

#### RB-36F
Variante de reconnaissance du B-36F avec des réservoirs de carburant supplémentaires, 24 construits.

#### RB-36H
Version de reconnaissance du B-36H, 73 construits.

### Modèles dérivés et projets
- YB-36C : version destinée à être équipée de moteurs R-4360-51 VDT (variable discharge turbine), ou turbo-compound, qui doivent également être utilisés sur le Boeing YB-50C et le Republic F-12[79],[80]. Le système turbo-compound oblige cependant les hélices à être utilisés en configuration tractrice[80]. Pour limiter les modifications à apporter, il est envisagé de laisser les moteurs à leurs emplacements d'origine ; ils doivent toutefois êtres tournés vers l'avant et entraîner les hélices au moyen de longs arbres de transmission parcourant toute la corde de l'aile[81]. Le projet est finalement abandonné sans qu'aucun appareil ne soit construit[80],[81].
- XC-99 : de la même façon que le C-97 est la version de transport du B-50, le B-36 sert de base pour le Convair XC-99, un avion de transport militaire à double pont qui est le plus grand avion terrestre à moteurs à pistons jamais construit, et le plus long avion de l'époque. Le seul exemplaire construit est intensivement employé pendant près d'une décennie, notamment pour des vols cargo pendant la guerre de Corée. En 2005, le XC-99 est démantelé afin d'être transporté depuis l'ancienne Kelly Air Force Base (maintenant Kelly Field Annex) située à San Antonio, au Texas, où il était retiré depuis 1957, vers le musée national de l'USAF, adjacent à la base de Wright-Patterson, dans l'Ohio, pour y être restauré[82].
- YB-60 : projet pour une version à réacteurs et aile en flèche. Il est initialement désigné YB-36G puis renommé YB-60 en raison des trop grandes différences avec le B-36 classique ; deux appareils (serial 49-2676 et 49-2684) sont construits[83],[84].
- DB-36H : trois B-36H sont transformés en plate-forme de lancement pour le missile nucléaire Bell GAM-63 Rascal. Ils sont équipés d'une antenne déployable en dessous du fuselage, à l'arrière. Le missile est semi-encastré dans les deux soutes à bombes arrières, tandis que la soute no 1, à l'avant, accueille le système de guidage. Les essais ont lieu entre 1953 et 1954 mais le programme est abandonné en juillet 1955, l'USAF préférant utiliser uniquement le B-47 pour lancer le Rascal[85].
- NB-36H : dans le cadre d'avion à propulsion nucléaire, un B-36H est équipé d'un réacteur nucléaire dans sa soute, qui ne joue toutefois, à ce stade de l'expérimentation, aucun rôle dans la propulsion. Le programme a pour but le développement du X-6, à propulsion nucléaire.
- GRB-36D : un RB-36D est modifié pour emporter un chasseur GRF-84F Thunderstreak dans le cadre du projet FICON.

## Caractéristiques
|                                                | B-36A                     | B-36B                     | RB-36E                                | B-36D/RB-36D                          | B-36F                                 | B-36H                                 | B-36J                                 |
| ---------------------------------------------- | ------------------------- | ------------------------- | ------------------------------------- | ------------------------------------- | ------------------------------------- | ------------------------------------- | ------------------------------------- |
| Équipage                                       | 15                        | 15                        | 22                                    | 15                                    | 15                                    | 15                                    | 15                                    |
| Envergure                                      | 70,1 m                    | 70,1 m                    | 70,1 m                                | 70,1 m                                | 70,1 m                                | 70,1 m                                | 70,1 m                                |
| Longueur                                       | 49,4 m                    | 49,4 m                    | 49,4 m                                | 49,4 m                                | 49,4 m                                | 49,4 m                                | 49,4 m                                |
| Surface alaire                                 | 443 m2                    | 443 m2                    | 443 m2                                | 443 m2                                | 443 m2                                | 443 m2                                | 443 m2                                |
| Masse à vide                                   | 61 244 kg                 | 63 793 kg                 | 74 497 kg                             | 73 197 kg                             | 76 043 kg                             | 76 424 kg                             | 77 580 kg                             |
| Masse avec charge                              | 96 524 kg                 | 103 283 kg                | 108 091 kg                            | 113 534 kg                            | 115 349 kg                            | 115 167 kg                            | 120 660 kg                            |
| Charge de bombes                               | 32 660 kg                 | 32 660 kg                 | Aucune                                | 32 660 kg                             | 32 660 kg                             | 32 660 kg                             | 32 660 kg                             |
| Masse maximale au décollage                    | 141 067 kg                | 148 778 kg                | 167 829 kg                            | 167 829 kg                            | 167 829 kg                            | 167 829 kg                            | 185 973 kg                            |
| Moteurs                                        | 6 × P&W R-4360-25         | 6 × P&W R-4360-41         | 6 × P&W R-4360-41 et 4 × GE J47-GE-19 | 6 × P&W R-4360-41 et 4 × GE J47-GE-19 | 6 × P&W R-4360-53 et 4 × GE J47-GE-19 | 6 × P&W R-4360-53 et 4 × GE J47-GE-19 | 6 × P&W R-4360-53 et 4 × GE J47-GE-19 |
| Puissance unitaire (pour les R-4360 à pistons) | 3 000 ch (2 237 kW)       | 3 500 ch (2 610 kW)       | 3 500 ch (2 610 kW)                   | 3 500 ch (2 610 kW)                   | 3 800 ch (2 834 kW)                   | 3 800 ch (2 834 kW)                   | 3 800 ch (2 834 kW)                   |
| Poussée unitaire (pour les turboréacteurs J47) | Pas de turboréacteurs     | Pas de turboréacteurs     | 22,3 kN (5 010 lbf)                   | 22,3 kN (5 010 lbf)                   | 22,3 kN (5 010 lbf)                   | 22,3 kN (5 010 lbf)                   | 22,3 kN (5 010 lbf)                   |
| Vitesse de croisière                           | 350 km/h                  | 326 km/h                  | 352 km/h                              | 357 km/h                              | 378 km/h                              | 376 km/h                              | 367 km/h                              |
| Vitesse maximale à altitude donnée             | 556 km/h à 9 600 m        | 613 km/h à 10 500 m       | 644 km/h à 11 100 m                   | 654 km/h à 11 000 m                   | 672 km/h à 11 300 m                   | 650 km/h à 11 200 m                   | 661 km/h à 11 100 m                   |
| Distance de décollage                          | 2 440 m                   | 2 600 m                   | 1 730 m                               | 1 730 m                               | 1 560 m                               | 1 560 m                               | 2 080 m                               |
| Plafond opérationnel                           | -                         | 11 800 m                  | 12 200 m                              | 12 400 m                              | 12 500 m                              | 12 400 m                              | 12 200 m                              |
| Vitesse ascensionnelle                         | 441 m/min                 | 460 m/min                 | 652 m/min                             | 674 m/min                             | 628 m/min                             | 628 m/min                             | 585 m/min                             |
| Rayon d'action                                 | 6 240 km                  | 6 930 km                  | 5 660 km                              | 5 680 km                              | 5 200 km                              | 5 010 km                              | 5 470 km                              |
| Endurance                                      | 35,6 heures (35 h 36 min) | 42,4 heures (42 h 24 min) | 31,7 heures (31 h 42 min)             | 31,5 heures (31 h 30 min)             | 26,7 heures (26 h 42 min)             | 26,4 heures (26 h 24 min)             | 29,4 heures (29 h 24 min)             |
| Armement défensif                              | 16 canons de 20 mm        | 16 canons de 20 mm        | 16 canons M24A1 de 20 mm              | 16 canons M24A1 de 20 mm              | 16 canons M24A1 de 20 mm              | 16 canons M24A1 de 20 mm              | 16 canons M24A1 de 20 mm              |

Sources : Joe Baugher,,,,,,,, Marcelle Size Knaack, Bernard Millot.

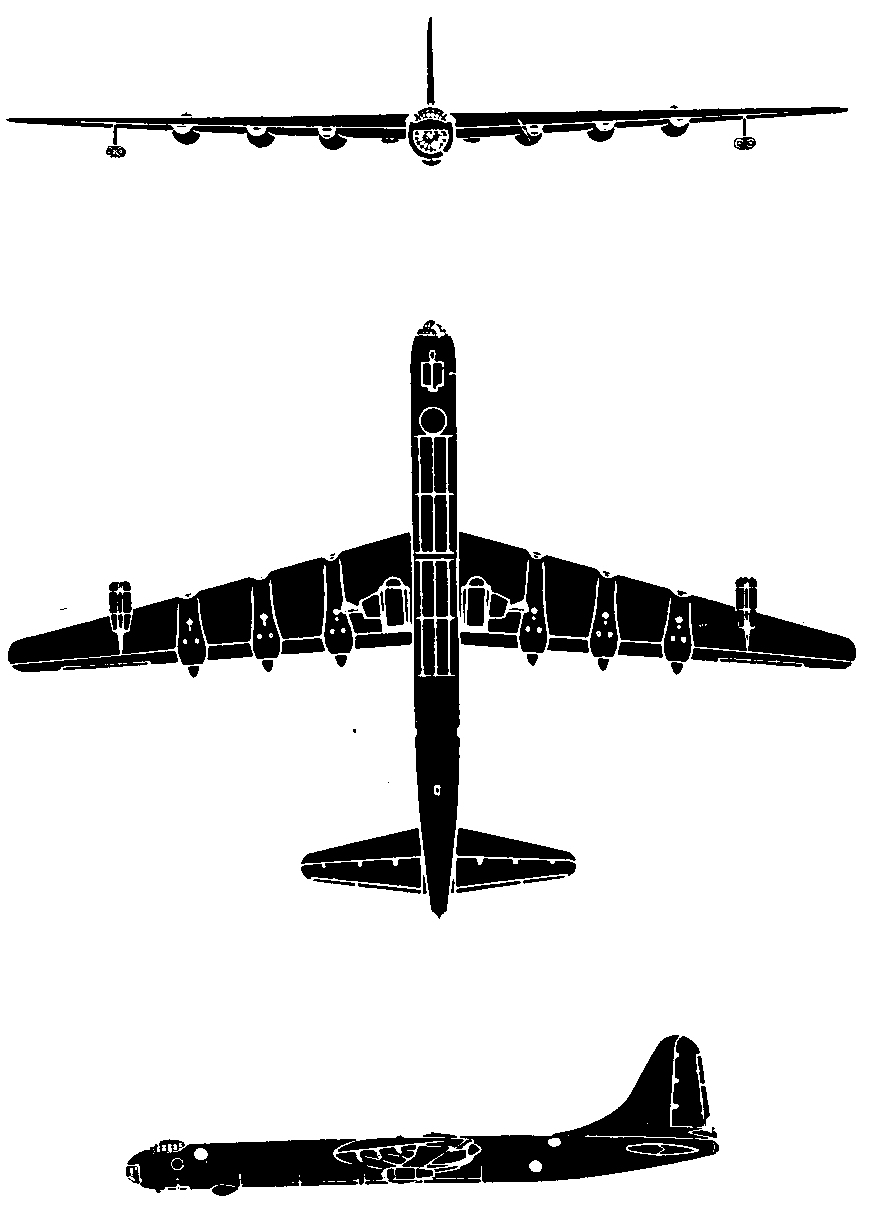
Plan 3-vues du Convair B-36F. À noter les nacelles des turboréacteurs suspendues sous les ailes.

## Appareils préservés
Au moment du retrait du B-36, cinq appareils sont sélectionnés pour être exposés ; aujourd'hui, quatre sont préservés ainsi qu'une section du cinquième.
| Serial   | Emplacement                                                   | Historique | Image |
| -------- | ------------------------------------------------------------- | --- | ----- |
| 42-13571 | Collection privée à Newbury (Ohio)                            | L'appareil est l'ancien YB-36, par la suite converti en RB-36E. Il est en exposition dans les années 1950 et 1960 sur l'ancien site du Musée de l'United States Air Force à la Wright-Patterson Air Force Base dans l'Ohio. Lorsque le site actuel du musée se développe, il apparaît que déplacer le bombardier reviendrait plus cher que de faire venir un autre B-36 sur le nouvel emplacement et l'appareil est vendu pour être détruit. Il est démantelé durant l'été 1972 et un collectionneur privé l'acheta et fit transporter les éléments jusqu'à sa ferme où de larges pièces restent encore sur place,. |       |
| 51-13730 | Castle Air Force Museum, Atwater (Californie)                 | L'appareil est un RB-36H-30-CF aujourd'hui exposé au Castle Air Museum (en) à Atwater (Californie). |       |
| 52-2217  | Strategic Air and Space Museum (Nebraska)                     | L'appareil est un B-36J-1-CF livré en décembre 1953 et assigné au 7th Bomb Wing de Carswell Air Force Base. Retiré en février 1959, il fait partie des derniers B-36 retirés du service ; il effectue son dernier vol le 23 avril vers l'Offut Air Force Base et est exposé au Strategic Air and Space Museum (en), sur l'Offutt Air Force Base dans le Nebraska,. |       |
| 52-2220  | National Museum of the United States Air Force, Dayton (Ohio) | L'appareil est un B-36J-1-CF exposé au National Museum of the United States Air Force sur la base de Wright-Patterson dans l'Ohio. Son vol depuis la base de Davis-Monthan dans l'Arizona le 30 avril 1959 est le dernier vol d'un B-36. Cet appareil remplace l'ancien YB-36. Il est exposé à côté du dernier exemplaire de pneu du XB-36 mesurant 3,1 mètres de diamètre. |       |
| 52-2827  | Pima Air and Space Museum, Tucson (Arizona)                   | L'appareil, un B-36J-10-CF nommé The City of Fort Worth, est le dernier B-36 construit ; il est cédé à la ville de Fort Worth dans le Texas le 12 février 1959. Après des restaurations menées par Lockheed Martin, il est transféré à la base de Davis-Monthan pour y être exposé au Pima Air and Space Museum situé à proximité de la base,. |       |

## Accidents notables
Bien que le B-36 ait été globalement sûr, 10 B-36 s'écrasent entre 1949 et 1954 (trois B-36B, trois B-36D et quatre B-36H). Un total de 32 B-36 sont détruits lors d'accidents ou incidents entre 1949 et 1957, ayant causé la mort de 176 membres d'équipage,.
Le premier accident a lieu le 15 septembre 1949 sur la Carswell Air Force Base lorsque le B-36B serial 44-92079 ne parvient pas à décoller et s'accidente dans le lac Worth, tuant cinq des treize membres d'équipage,. Selon le pilote, les hélices se sont mises au pas inverse lors de la course au décollage ce qui a empêché l'avion d'atteindre la vitesse suffisante pour décoller,.
Le 13 février 1950, un B-36 s'écrase dans une zone inhabité de Colombie-Britannique dans l'Ouest du Canada, ce qui provoque la première perte américaine d'une arme nucléaire. Le cœur de plutonium de la bombe n'est pas armé mais elle contient néanmoins du TNT et elle explose au-dessus de l'océan après que l'équipage l'a larguée. En novembre 2016, un plongeur canadien aurait localisé cette bombe nucléaire égarée.
Plusieurs B-36 sont endommagés le 1er septembre 1952, lorsqu'une tornade frappe la base de Carswell. L'un de appareils voit sa partie avant entièrement modifiée et devient le banc d'essai NB-36H ; un autre est déclaré irrémédiablement détruit tandis que les autres sont réparés.

## Apparition dans les médias
En 1949, le B-36 apparaît dans le documentaire Target: Peace qui s'intéresse aux opérations du 7th Bombardment Wing à la base de Carswell dans le Texas. D'autres scènes montrent la production de l'appareil à l'usine de Fort Worth.
En 1955, James Stewart et June Allyson jouent dans le film Strategic Air Command. Les séquences de vol (et les sons) du B-36 dominent le film. Ce film est le seul long métrage où le B-36 est représenté.
Le B-36 est également au centre de deux bandes-dessinées de la série Jack Blues: Airblues. Les tomes 2 et 3, Airblues: 1948 (Épisode 1) et Airblues: 1948 (Épisode 2), content l'aventure (fictive) de Jack blues, pilote d'essai chevronné et détective, où ce dernier doit enquêter sur la disparition très mystérieuse de l'unique prototype du B-36, qui survient lors d'un vol d'essai au-dessus du Golfe du Mexique.
Le B-36 apparait aussi dans une histoire courte des Aventures de Buck Danny, titrée on a volé un prototype et publiée en 1956, dans laquelle de faux inspecteurs venus de Washington tentent de détourner et de voler un B-36 chargé de larguer un avion prototype parasite.